# Mistrzostwa Świata w Hokeju na Lodzie 2008 (III Dywizja)
Mistrzostwa Świata w Hokeju na Lodzie III dywizji 2008 odbyły się w Luksemburgu w dniach 31 marca - 6 kwietnia. Był to 12 turniej o awans do II dywizji mistrzostw świata (wcześniej grupy C).
W tej części mistrzostw uczestniczyło 6 drużyn, które rozgrywały mecze systemem każdy z każdym. Do II dywizji awansowały reprezentacje: Korei Północnej oraz RPA.
Zawody odbywały się w hali:
- Luxembourg Kockelscheur

## Wyniki
| 31 marca 2008 | Grecja | 1:5 | Południowa Afryka | Luxembourg Kockelscheur |

| Szczegóły      | Szczegóły             | Szczegóły       | Szczegóły                                                                                                   | Szczegóły                    |
| -------------- | --------------------- | --------------- | --- | ---------------------------- |
| Godzina: 13:00 | D. Kalyvas 40:19 (PP) | (0:2, 0:0, 1:3) | 02:04 (EQ) J. Joyce 19:08 (PP) C. Esterhuizen 54:57 (SH) M. Giot 56:26 (SH) J. Valadas 58:15 (EQ) D. Watson | Sędzia główny: Jacob Grumsen |

| 31 marca 2008 | Korea Północna | 17:0 | Mongolia | Luxembourg Kockelscheur |

| Szczegóły      | Szczegóły | Szczegóły       | Szczegóły | Szczegóły                       |
| -------------- | --- | --------------- | --------- | ------------------------------- |
| Godzina: 16:30 | Kim C. M. 08:29 (SH) Ri K. S. 09:48 (PP) Ri S. G. 11:44 (EQ) Kim K. I. 13:08 (EQ) Kim K. I. 14:28 (EQ) Ri C. M. 19:22 (SH) Mun C. 20:59 (EQ) Ri K. S. 23:31 (EQ) Mun C. 31:55 (EQ) Mun C. 36:35 (EQ) Ri S. G. 38:44 (PP) Song C. S. 42:41 (EQ) Ju S. H. 48:18 (EQ) Ju S. H. 53:06 (EQ) Jong S. I. 55:56 (PP) Kim C. M. 56:17 (EQ) Song C. S. 58:05 (SH) | (6:0, 5:0, 6:0) |           | Sędzia główny: Michel Eysermans |

| 31 marca 2008 | Luksemburg | 5:4 pd. | Turcja | Luxembourg Kockelscheur |

| Szczegóły      | Szczegóły                                                                                                   | Szczegóły            | Szczegóły                                                                        | Szczegóły                     |
| -------------- | --- | -------------------- | -------------------------------------------------------------------------------- | ----------------------------- |
| Godzina: 20:15 | B. Walter 11:15 (EQ) R. Scheier 16:39 (PP) B. Walter 45:56 (EQ) G. Scheier 49:18 (EQ) T. Holtzem 63:39 (EQ) | (2:1, 0:2, 2:1, 1:0) | 02:43 (PP) E. Özmen 28:26 (PP) E. Özmen 29:09 (EQ) E. Coşkun 50:34 (PP) E. Özmen | Sędzia główny: Horst Tschebul |

| 1 kwietnia 2008 | Mongolia | 4:10 | Grecja | Luxembourg Kockelscheur |

| Szczegóły      | Szczegóły                                                                                      | Szczegóły       | Szczegóły | Szczegóły                     |
| -------------- | ---------------------------------------------------------------------------------------------- | --------------- | --- | ----------------------------- |
| Godzina: 13:00 | N. Ganbat 14:19 (PP) A. Ichinnorov 21:48 (EQ) A. Ichinnorov 54:48 (PP) B. Purevdorj 55:21 (EQ) | (1:2, 1:5, 2:3) | 08:08 (EQ) D. Kalyvas 15:41 (EQ) D. Kalyvas 20:46 (SH) D. Kalyvas 28:57 (PP) D. Kalyvas 30:30 (EQ) D. Kalyvas 35:16 (SH) D. Kalyvas 37:31 (PP) D. Kalyvas 49:37 (PP) D. Kalyvas 52:46 (PP) I. Koufis 59:44 (EQ) I. Koufis | Sędzia główny: Horst Tschebul |

| 1 kwietnia 2008 | Turcja | 1:7 | Południowa Afryka | Luxembourg Kockelscheur |

| Szczegóły      | Szczegóły               | Szczegóły       | Szczegóły | Szczegóły                       |
| -------------- | ----------------------- | --------------- | --- | ------------------------------- |
| Godzina: 16:30 | M. Yapıcılar 22:28 (EQ) | (0:1, 1:1, 0:5) | 13:44 (EQ) G. Miller 24:07 (EQ) J. Valadas 43:39 (PP) M. Fraquet 52:11 (SH) N. Graf 53:13 (SH) A. Marais 54:23 (PP) J. Valadas 59:04 (EQ) A. Marais | Sędzia główny: Michel Eysermans |

| 1 kwietnia 2008 | Korea Północna | 2:1 | Luksemburg | Luxembourg Kockelscheur |

| Szczegóły      | Szczegóły                              | Szczegóły       | Szczegóły            | Szczegóły                    |
| -------------- | -------------------------------------- | --------------- | -------------------- | ---------------------------- |
| Godzina: 20:00 | Mun C. 45:01 (EQ) Kim K. H. 57:20 (PP) | (0:0, 0:0, 2:1) | 54:59 (PP) F. Schons | Sędzia główny: Jacob Grumsen |

| 3 kwietnia 2008 | Turcja | 11:3 | Mongolia | Luxembourg Kockelscheur |

| Szczegóły      | Szczegóły | Szczegóły       | Szczegóły                                                               | Szczegóły                     |
| -------------- | --- | --------------- | ----------------------------------------------------------------------- | ----------------------------- |
| Godzina: 13:00 | E. Özmen 04:32 (EQ) Y. Karakoç 10:28 (EQ) O. Eroğlu 11:54 (EQ) E. Coşkun 12:46 (SH) E. Özmen 13:20 (SH) O. Eroğlu 29:10 (EQ) Y. Çıtak 38:54 (EQ) E. Coşkun 39:13 (EQ) M. Yapıcılar 47:20 (PP) U. Güçlü 48:50 (PP) C. Baykan 53:27 (PP) | (5:1, 3:2, 3:0) | 14:30 (PP) N. Ganbat 22:03 (PP) B. Bayajikh 22:25 (EQ) B. Jargalsaikhan | Sędzia główny: Horst Tschebul |

| 3 kwietnia 2008 | Korea Północna | 7:3 | Grecja | Luxembourg Kockelscheur |

| Szczegóły      | Szczegóły | Szczegóły       | Szczegóły                                                       | Szczegóły                          |
| -------------- | --- | --------------- | --------------------------------------------------------------- | ---------------------------------- |
| Godzina: 16:30 | C. S. Song 13:58 (EQ) Jang M. J. 18:54 (EQ) Song C. S. 24:29 (PP) Mun C. 35:12 (EQ) Mun C. 43:37 (PP) Kim C. M. 50:02 (EQ) Ku S. M. 53:40 (EQ) | (2:1, 2:0, 3:2) | 03:46 (EQ) I. Pachos 55:03 (EQ) D. Kalyvas 57:44 (PP) I. Koufis | Sędzia główny: Peter Roland Haxell |

| 3 kwietnia 2008 | Luksemburg | 4:5 | Południowa Afryka | Luxembourg Kockelscheur |

| Szczegóły      | Szczegóły                                                                               | Szczegóły       | Szczegóły                                                                                                 | Szczegóły                       |
| -------------- | --------------------------------------------------------------------------------------- | --------------- | --- | ------------------------------- |
| Godzina: 20:00 | T. Holtzem 04:27 (PP) P. Schon 26:22 (EQ) Y. Dessouroux 49:18 (EQ) B. Welter 59:36 (PP) | (1:1, 1:3, 2:1) | 06:56 (PP) G. Lyon 27:35 (EQ) P. Woolf 31:56 (EQ) A. Marais 34:25 (EQ) C. Esterhuizen 42:40 (EQ) R. Marsh | Sędzia główny: Michel Eysermans |

| 5 kwietnia 2008 | Południowa Afryka | 0:6 | Korea Północna | Luxembourg Kockelscheur |

| Szczegóły      | Szczegóły | Szczegóły       | Szczegóły | Szczegóły                    |
| -------------- | --------- | --------------- | --- | ---------------------------- |
| Godzina: 13:00 |           | (0:3, 0:2, 0:1) | 02:40 (EQ) C. M. Ri 10:15 (EQ) Kim C. M. 13:44 (EQ) Ri K. S. 21:04 (PP) Kim K. I. 32:49 (PP) Jang M. J. 50:25 (EQ) Song C. S. | Sędzia główny: Jacob Grumsen |

| 5 kwietnia 2008 | Grecja | 1:9 | Turcja | Luxembourg Kockelscheur |

| Szczegóły      | Szczegóły             | Szczegóły       | Szczegóły | Szczegóły                          |
| -------------- | --------------------- | --------------- | --- | ---------------------------------- |
| Godzina: 16:30 | A. Kesidis 21:16 (PP) | (0:3, 1:3, 0:3) | 01:33 (EQ) E. Özmen 10:17 (PP) D. İnce 10:43 (EQ) M. Yapıcılar 29:50 (EQ) O. Eroğlu 29:59 (EQ) E. Özmen 34:27 (SH) E. Özmen 45:52 (SH) E. Coşkun 47:49 (EQ) E. Coşkun 48:57 (PP) E. Taşboğa | Sędzia główny: Peter Roland Hexell |

| 5 kwietnia 2008 | Mongolia | 0:9 | Luksemburg | Luxembourg Kockelscheur |

| Szczegóły      | Szczegóły | Szczegóły       | Szczegóły | Szczegóły                     |
| -------------- | --------- | --------------- | --- | ----------------------------- |
| Godzina: 20:00 |           | (0:1, 0:4, 0:4) | 06:40 (EQ) K. Linster 22:24 (PP) J. Holtzem 30:12 (EQ) E. Wambach 33:32 (PP) E. Wambach 36:17 (EQ) S. Milano 41:57 (PP) J. M. Funk 47:58 (PP) T. Holtzem 53:06 (EQ) Y. Dessouroux 57:23 (EQ) B. Walter | Sędzia główny: Horst Tschebul |

| 6 kwietnia 2008 | Południowa Afryka | 12:4 | Mongolia | Luxembourg Kockelscheur |

| Szczegóły      | Szczegóły | Szczegóły       | Szczegóły                                                                                               | Szczegóły                       |
| -------------- | --- | --------------- | --- | ------------------------------- |
| Godzina: 13:00 | G. Miller 04:23 (PP) J. Jared 14:35 (EQ) C. Birrell 17:08 (EQ) M. Fraquet 20:29 (EQ) C. Esterhuizen 25:28 (EQ) J. Valadas 26:52 (PP) N. Graf 30:53 (EQ) A. Marais 34:53 (PP) G. Lyon 45:42 (PP) M. Fraquet 45:47 (PP) J. Valadas 50:27 (EQ) M. Giot 58:11 (EQ) | (3:2, 5:1, 4:1) | 16:14 (EQ) T. Bayasgalan 19:21 (EQ) N. Miszigsuren 24:58 (EQ) B. Jargalsaichan 43:50 (EQ) T. Bayasgalan | Sędzia główny: Michel Eysermans |

| 6 kwietnia 2008 | Turcja | 2:8 | Korea Północna | Luxembourg Kockelscheur |

| Szczegóły      | Szczegóły                                 | Szczegóły       | Szczegóły | Szczegóły                          |
| -------------- | ----------------------------------------- | --------------- | --- | ---------------------------------- |
| Godzina: 16:30 | O. Eroğlu 17:35 (PP) O. Eroğlu 46:09 (PP) | (1:5, 0:0, 1:3) | 04:09 (EQ) Ri K. S. 07:59 (EQ) Ri K. S. 08:44 (EQ) Ri C. M. 14:10 (EQ) Ri S. I. 15:08 (EQ) Kim C. M. 50:35 (EQ) Kim C. M. 50:54 (EQ) Kim C. B. 53:06 (PP) Ri S. G. | Sędzia główny: Peter Roland Haxell |

| 6 kwietnia 2008 | Luksemburg | 3:2 pk. | Grecja | Luxembourg Kockelscheur |

| Szczegóły      | Szczegóły                                                              | Szczegóły                 | Szczegóły                                 | Szczegóły                    |
| -------------- | ---------------------------------------------------------------------- | ------------------------- | ----------------------------------------- | ---------------------------- |
| Godzina: 20:00 | Y. Dessouroux 37:35 (PP) B. Walter 42:21 (PP) Y. Dessouroux 65:00 (PS) | (0:0, 1:0, 1:2, 0:0, 1:0) | 58:51 (PP) I. Koufis 59:10 (EQ) I. Koufis | Sędzia główny: Jacob Grumsen |

## Tabela
Lp. = lokata, M = liczba rozegranych spotkań, W = Wygrane , P = Porażki, WpD = Wygrane po dogrywce lub karnych, PpD = Porażki po dogrywce lub karnych, G+ = Gole strzelone, G- = Gole stracone, Pkt = Liczba zdobytych punktów
| Lp. | Drużyna        | M | W | P | WpD | PpD | G+ | G- | Pkt |
| --- | -------------- | - | - | - | --- | --- | -- | -- | --- |
| 1.  | Korea Północna | 5 | 5 | 0 | 0   | 0   | 40 | 6  | 15  |
| 2.  | RPA            | 5 | 4 | 1 | 0   | 0   | 29 | 16 | 12  |
| 3.  | Luksemburg     | 5 | 1 | 2 | 2   | 0   | 22 | 13 | 7   |
| 4.  | Turcja         | 5 | 2 | 2 | 0   | 1   | 27 | 24 | 7   |
| 5.  | Grecja         | 5 | 1 | 3 | 0   | 1   | 17 | 28 | 4   |
| 6.  | Mongolia       | 5 | 0 | 5 | 0   | 0   | 11 | 58 | 0   |

## Wyróżnienia
| Osiągnięcie                 | Zawodnik          | Ilość |
| --------------------------- | ----------------- | ----- |
| Najlepszy bramkarz GAA      | Philippe Lapage   | 93.28 |
| Najlepszy obrońca           | Kim Kwang-hyok    |       |
| Najlepszy napastnik         | Emrah Ozmen       |       |
| Najlepszy strzelec          | Dimitrios Kalyvas | 10    |
| Najlepszy asystujący        | Jong Song-il      | 9     |
| Klasyfikacja +/-            | Kim Kwang-hyok    | +13   |
| Największa ilość kar w min. | Gurkan Cetinkaya  | 39    |

## Kwalifikacje do III dywizji
Po raz pierwszy w historii mistrzostw świata rozegrano turniej, którego zwycięzca awansował do III dywizji. Historyczny turniej odbył się w stolicy Bośni i Hercegowiny - Sarajewo. Areną zmagań była Hala Olimpijska w Sarajewie (Zetra Olympics Hall) mogąca pomieścić 12 000 osób. Po raz pierwszy od 1999 roku w mistrzostwach uczestniczyła Grecja.
Władze IIHF postanowiły wykluczyć reprezentacje Armenii i rozegrane przez tę reprezentacje mecze rozstrzygnięto walkowerem 5:0 na korzyść przeciwnika. Armenia została wykluczona, gdyż odmówiła okazania paszportów swoich graczy przed rozegraniem pierwszego meczu.
Turniej rozegrano w dniach 15 - 17 lutego.
| 15 lutego 2008 | Grecja | 10:1 | Bośnia i Hercegowina | Zetra Olympics Hall |

| Szczegóły      | Szczegóły | Szczegóły       | Szczegóły               | Szczegóły    |
| -------------- | --- | --------------- | ----------------------- | ------------ |
| Godzina: 20:30 | G. Apostolidis 11:30 (EQ) N. Papadopoulos 21:54 (PP) A. Valsamas-Rallis 25:18 (EQ) L. Efkarpidis 26:55 (EQ) T. Kesidis 33:10 (PP) I. Koufis 41:52 (PP) G. Kalyvas 43:46 (PP) I. Koufis 44:02 (PP) D. Kalyvas 50:38 (EQ) G. Apostolidis 59:18 (PP) | (1:0, 4:1, 5:0) | 20:53 (PP) M. Džamalija | Widzów: 3100 |

| 16 lutego 2008 | Armenia | 0:5 | Grecja | Zetra Olympics Hall |

| Godzina: 20:30 |

| 17 lutego 2008 | Bośnia i Hercegowina | 5:0 | Armenia | Zetra Olympics Hall |

| Godzina: 17:00 |

Lp. = lokata, M = liczba rozegranych spotkań, W = Wygrane, P = Porażki, WpD = Wygrane o dogrywce lub karnych, PpD = Porażki po dogrywce lub karnych, G+ = Gole strzelone, G- = Gole stracone, Pkt = Liczba zdobytych punktów
| Lp. | Drużyna              | M | W | P | WpD | PpD | G+ | G- | Pkt |
| --- | -------------------- | - | - | - | --- | --- | -- | -- | --- |
| 1.  | Grecja               | 2 | 2 | 0 | 0   | 0   | 15 | 1  | 6   |
| 2.  | Bośnia i Hercegowina | 2 | 1 | 1 | 0   | 0   | 6  | 10 | 3   |
| 3.  | Armenia              | 2 | 0 | 2 | 0   | 0   | 0  | 10 | 0   |